# Església Major (Santa Coloma de Gramenet)
L'Església de Santa Coloma, més coneguda com a Església Major, és un temple parroquial catòlic de Santa Coloma de Gramenet (Barcelonès) d'estil neogòtic, un dels darrers construïts en aquest estil a Catalunya, obra de Francesc Berenguer i Mestres. És un bé cultural d'interès local des de l'any 2009.
La seva advocació és santa Coloma de Sens. És una església d'una sola nau, de gran verticalitat i amb la torre del campanar com a element més característic. Va ser construïda entre 1912 i 1915 a l'eixample de la localitat, quan Santa Coloma encara era una vila de 2.000 habitants i escaig, gràcies especialment a la voluntat i al llegat de mossèn Jaume Gordi i Vallès, que va ser el primer rector d'aquest nou temple. Va substituir l'antiga església barroca -construïda sobre una altra romànica del segle XII- dedicada a Santa Coloma aterrada l'any 1966, on després es va construir l'església de Sant Josep Oriol.

## Història
El temple es va construir entre 1912 i 1915, obra, en la seva major part, de l'arquitecte Francesc d'Assís Berenguer i Mestres, col·laborador d'Antoni Gaudí, amb qui va treballar durant 27 anys, però finalitzada per l'arquitecte Miquel Pascual Tintorer, col·laborador de Francsc Berenguer i Mestres. Aleshores Santa Coloma encara era una petita localitat de cases i masies esquitxades pel territori vora del riu Besòs, que acabava de superar els 2.000 habitants i comença a créixer urbanísticament de forma minsa. A més, des de finals del segle xix era una població d'estiueig per a moltes famílies barcelonines, que passaven allà les vacances atrets pel seu aire pur, situació que es va mantenir a inicis del segle xx.
El 26 de maig de 1912 es va col·locar la primera pedra, i va oficiar l'acte Mn. Marcel·lí Gordi, oncle del que seria primer rector, Mn. Jaume Gordi i Vallès, colomenc i prior de la casa de convalescència de l'hospital de la Santa Creu i Sant Pau, gràcies al llegat del qual destinat a la construcció de l'església, es va poder realitzar l'obra, que va anar a càrrec de l'empresa constructora «Pujades i Llobet» de Barcelona. Inaugurada el 5 de setembre de 1915, la nova església es va situar a l'eixample de Santa Coloma, de fet en uns terrenys prou allunyats del centre de la població. Aquest temple va substituir l'antic temple barroc, situat a on actualment hi ha l'església de Sant Josep Oriol, resultat d'una construcció i reforma sobre una antiga església romànica consagrada el segle xii, definitivament aterrada el 1966, i on els colomencs havien celebrat els oficis religiosos fins aleshores. Inaugurada el setembre de 1915 amb motiu de la Festa Major de la vila, quan es va acabar de construir, l'església va ser anomenada «la catedral» per les seves enormes dimensions en comparació a la mida que tenia la vila i el minso nombre de fidels. La seva ubicació tampoc va convèncer els habitants de la localitat, però, tanmateix, el creixement exponencial que va tenir Santa Coloma al segle xx va fer que ben aviat l'església quedés integrada en el seu teixit urbà.
Iniciada la guerra civil, el juliol de 1936 el temple va ser saquejat i incendiat, però va restar dempeus i va ser utilitzat com a dipòsit de material de guerra. La casa rectoral va ser destruïda en el seu interior i l'arxiu parroquial va ser destruït en la seva totalitat. L'espai va ser utilitzat també per a construcció de material bèl·lic. Després de la contesa, el 1939, Mn. Josep Rovira, que ja era rector el 1936, i els successius rectors, van iniciar les obres de reconstrucció i restauració del temple i de la casa rectoral, a càrrec de l'arquitecte Josep Alemany.

## Exterior
És una església que es basa en els elements formals del gòtic de manera no literal. És, de fet, un dels darrers edificis d'estil neogòtic construïts a Catalunya. Aquesta tipologia constructiva és visible a la porta, el gran finestral i la torre del campanar. No obstant això, aquest temple també presenta influències del modernisme, com ara els capitells del portal, les creus gregues que coronen la part superior del campanar, el pinacle de rajola negra coronat per una creu de ferro forjat i, a l'interior, les mènsules en voladís que aguanten els arcs, així com l'ús de material com el totxo-vist. Arquitectònicament, consta d'una sola nau amb planta de creu llatina, flanquejada de capelles als laterals i un absis heptagonal. La façana principal expressa amb gran potència la verticalitat que domina el conjunt de la construcció, reforçada amb el portal amb arquivoltes; sobre l'ogiva de la portalada hi ha un gran finestral vidriat i a sobre seu l'element més característic del temple: la torre del campanar octogonal, amb pilars i gablets, coronat amb una agulla cònica, i amb merlets en punta i a dalt de tot una creu. La torre destaca per les seves qualitats plàstiques i per la seva imatge a nivell urbà. Els elements decoratius són clarament historicistes, que havia estat en voga les dècades anteriors. Una mostra singular d'aquest corrent és el baix relleu al timpà de la porta, obra de l'escultor Miquel Roig, que representa a mossèn Jaume Gordi fent ofrena de l'església de Santa Coloma envoltat d'un grup de fidels.

### Planta i coberta
La coberta principal és a dues aigües sobre una estructura sostinguda per arcs ogivals. El temple té forma de creu llatina i consta d'una nau central, amb una longitud de 40m, una amplada de 10,80m i una alçada de 19,60m sota entrebigat. La nau té un sobre ample de 3,75m per cada costat, on s'ubiquen les capelles.

### Façana
La portalada d'accés ve definida per un gran arc apuntat decorat amb arquivoltes concèntriques i amb un relleu en el timpà. Damunt seu hi ha una altra gran obertura ogival, que constitueix el finestral que dona llum al cor del primer pis. A partir del sostre del primer pis, la façana es perllonga en vertical, configurant la torre campanar, que ascendeix primer amb planta quadrada i continua després en un prisma de planta octogonal que allotja el campanar. A cadascuna de les cares del prisma hi ha una campana. La tore està coronada amb un pinacle cònic i una creu metàl·lica al capdamunt. A la façana frontal, els murs de l'església estan constituïts de blocs de pedra regularitzada, alternada amb carreus. A les façanes laterals, els murs son de pedra heterogènia sense treballar, i els alçats dels cossos més baixos queden rematats amb pedra tallada o ràfecs volants de teula.

### Coberta
La coberta reprodueix l'estructura compositiva del temple. Sobre el vestíbul d'accés, els diferents volums es cobreixen amb terrasses intermèdies, coronades amb un pinacle cònic revestit de negre. Sota els plans de la coberta inclinada, entre el parament exterior i la volta del sostre de la nau, existeix una cambra d'aire. El sobreample de la nua, on se situen les capelles laterals, queda cobert mitjançant terrats plans a una altura menor. Damunt del nivell del sterrats laterals apareixen els finestrals, integrats e el tancament de la nau, amb vidres colorits que filtren la llum natural.

### Les campanes
Amb la inauguració d'aquest temple l'any 1915, s'hi traslladaren les campanes que hi havia a l'església vella, anomenades "Coloma" i "Maria". Els seus dos sons es combinaven per formar els repics que acompanyaven les rutines quotidianes i es esdeveniments litúrgics. Ambudes campanes van desaprèixer a l'inici de la Guerra Civil. Passat el conflicte bèl·lic, s'hi va posar una campana provisional, procedent de la fàbrica tèxtil de Can Baró. El 1943, la família Ribera Vallé, de la Torre Pallaresa, va sufragar una nova campana, batejada amb el nom de "Mari Àngela". L'any 1958 s'endegà una col·lecta per costejar dues noves campanes: la "Coloma" i la "Montserrat", adquiridies per subscripció popular i ubicades a les obertures laterals. El 13 de novembre de 1999 es va penjar la darrera campana, de nom "Maria2, a la cara posterior del campanar. Aquell mateix any es van restaurar les altres campanes, gràcies als donatius de la campanya "recuperem el so de les nostres campanes". Les campanes d'aquesta església son de grans dimensions, estan fetes en bronze i estan programades per emetre diferents tocs.

### Tanca perimetral
La façana enllaça amb la tanca perimetral que circumda tot el recinte. Consisteix en un mur fet de pedra amorterada en peces irregulars, però força ordenades, i està coronat amb uns merlets, que remarquen l'estil neogòtic del conjunt. El traçat del mur adopta trams rectes i corbats que ressegueixen tot el límit de la finca, envoltant el jardí i l'edifici rectoral.

### Jardí i edifici rectoral
El conjunt monumental es complementa amb el jardí posterior, que envolta el temple i que connecta amb la casa rectoral, un edifici adjacent amb planta semisoterrani i tres plantes pis, construït simultàniament amb l'església i destinat a ser lloc de residència del rector i espai de treball parroquial. Construït en pedra

## Interior

### Absis
Està format per un tancament poligonal amb dos costats concordants amb les cares dels paraments longitudinals laterals i altres cinc costats resultant de mig decaedre que tanca la nau i encercla l'altar major. Defineix l'ambit del presbiteri, que queda elevat per una graonaa respecte a la resta de la nau. Al fons de l'absis s'hi va construir un revestiment ceràmic amb creu de ferro l'any 1990.

### Presbiteri i altar major
Ubicat al centre del presbiteri, l'altar major estava presidit per un gran retaule amb imatges de santa Madrona, santa Angès, santa Eulàlia i santa Bàrbara, totes elles situades al voltant de la imatge de santa Coloma, ubicada a la fornícula central de la peça, feta amb alabastre policromat i restaurada l'any 1999. Tot el conjunt artístic de l'altar major desaparegué arran de l'incendi que va patir el temple l'any 1936. L'any 1970 es va procedir a repintar tot el presbiteri, es va eliminar el revestiment del fons i es va situar la imatge restaurada de santa Coloma en el lateral dret, entre d'altres reformes. L'any 1990, en el marc del 75è aniversari, s'hi instal·laren els vitralls centrals. Alguns elements destacats de la imatge actual de l'altar major han sigut obra de l'escultor Josep Plandidura, concretament: el baldaquí, fet el 2006; la creu, enllestida el 2007; els bancs i la cadira gran, acabades entre el 2007 i el 2008, i les arestes e l'absis, de 2011.

### Capella del santíssim
Constitueix un volum adossat al temple, en forma de una nau paral·lela, que reprodueix a menor escala el volum principal. Compta amb un absis de cinc cares, més les dues laterals. És un espai de 13,3m de llarg, 5,4m d'ample i 9,15m d'alt, constituï t per tres crugies.

### Cor i Museu Parroquial
Situat al primer pis, damunt del vestíbul, disposa d'una gran obertura vers la nau, emmarcada ne un arc apuntat i proveïda amb una balconada que s'aboca cap a l'interior. A un costat de la sala del cor hi ha l'escala de pujada al campanar i, a la banda oposada, una sala magatzem annexa, on s'ubica el Museu Parroquial.

### Vitralls
Aquest temple té vitralls en diversos finestrals i obertures. El principal, situat al centre de l'altar major, presenta la imatge de Santa Coloma, que apareix amb els seus distintius: la palma del martiri, el colom i la Bíblia a la mà, l'óssa que la prootegeix al seu costat, i la referència al foc i la pluja. El vitrall ubicat a la seva esquerra reprodueix elements cabdals del patrimoni colomenc, comora la Torre Pallaresa, la Torre Balldovina, l'Esglésiva vella o el Puig Castellar. El vitrall del costat dret representa dos edificis empblemàtics de la ciutat: l'Ajuntament i el nou temple parroquial. Flanquejant aquests vitralls, n'hi ha dos que contenen elements decoratius policromats amb composicions geomètriques anàlogues. Per acabar, els vitralls dels dos extrems representen imatges de sants. A l'extrem esquerra, sant Joaquim, santa Anna i la Mare de Déu; a l'extrem dret, sant Josep i santa Francesca.

### Paviment
El paviment interior original era de rajoles de mosaic neutre amb intercalació de peces de tonalitat verdosa. Atès que va quedar força malmès arran de l'incendi que patí la nau l'any 1936, l'any 1955 va ser substituït per un nou paviment de rajola hidràulica que dibuixa un patró alternat de creus i quadrats, combinant peces de tonalitat blanca i negra.

### Sostre
El sostre de la nau se sustenta amb biguetes de fusta recolzades amb arcs ogivals de maó vist i geometria arrodonida. L'entregibat, profusament decorat, segueix el desenvolupament de la volta apuntada i definex un cassetonat que imita el sostre de la capella de santa Àgueda. L'encreuament de la volta de la nau amb l'eix transversal defineix uns nervis oblics que recullen els embigats perpendiculars sobre ells. Al sostre de l'altar, els arcs conflueixen en el punt central.